# Jean Louisa Kelly
Jean Louisa Kelly (Worcester, Massachusetts, 9 de marzo de 1972) es una actriz y cantante estadounidense. Es mayormente conocida por su papel de Kim Warner en la serie de televisión Yes, Dear.

## Carrera
Antes de asistir a la universidad, Kelly ya tenía papeles en el teatro de Broadway con el elenco de Sondheim, Into the Woods (como Blancanieves y como suplente de Red Riding Hood). También tuvo un papel como Tía Russell en la película Uncle Buck junto con John Candy. Tuvo otros papeles en producciones universitarias; por ejemplo con el Barnard College y con Gilbert y Sullivan Society. 
Después de graduarse de la universidad, Kelly se hizo conocida en la década de 1990 por formar parte de una serie de comerciales de televisión que realizó para MCI, en la que interpretaba a una operadora telefónica que desafiaba a AT&T. En 1995, interpretó a Louisa en la película musical The Fantasticks con Joey McIntyre y Joel Grey, aunque el estreno de la película se demoró hasta el año 2000. El mismo año apareció en su papel más destacado desde Tia Russell: fue como Rowena Morgan, en la película Mr. Holland's Opus. Posteriormente ha interpretado roles protagonistas en películas como Landfall (2001), Little Red Light (2003) y Aspects of Love (2005). Dentro del off-Broadway, apareció en el Teatro York con el papel protagonista de la obra de Paul McKibbins y BT McNicholl The It Girl, basada en la película de 1927 It. Apareció en la serie Muftí como Lois Lane en el episodio "Es un pájaro, es un avión, es Superman".
En 1996, Kelly prestó su voz para el papel de Princess Gwenevere en la segunda temporada de la serie animada Princess Gwenevere y los Jinetes de Jewel. Después de varios telefilmes, Kelly alcanzó visibilidad mediática en papeles de sitcoms; primero como actriz invitada en series como Mad About You, y luego como miembro del reparto de la efímera versión de Cold Feet de la NBC. De 2000 a 2006, interpretó el papel de Kim Warner en la sit-com Yes, Dear, que duró seis años. El 30 de abril de 2006, fue actriz invitada en el drama de ABC, Grey's Anatomy y ha continuado como estrella invitada en series dramáticas de televisión. También en 2010 fue elegida para un papel de estrella invitada en un episodio del drama de espionaje Burn Notice, interpretando a una viuda que había sido despojada de los ahorros de toda su vida por un estafador.

## Vida personal
Nació en Worcester, Massachusetts. Su padre era un profesor de inglés de secundaria y su madre enseñaba piano. Kelly asistió a la Easton High School, que se encuentra en Easton, Maryland. Kelly se graduó en 1994 de la Universidad de Columbia en Columbia College con un B.A. en Inglés.
Se casó con James Pitaro en 1997.
Desde 2010, Kelly reside en Los Ángeles. Es muy amiga de Jennifer Garner, y fue la anfitriona del baby shower para la hija de Garner, Violet Anne Affleck. También entrevistó a Garner para la revista Self en 2005.

## Filmografía

### Películas
| Año  | Título                    | Personaje             | Notas         |
| ---- | ------------------------- | --------------------- | ------------- |
| 1989 | Uncle Buck                | Tia Russell           |               |
| 1992 | American Shaolin          | Maria                 |               |
| 1995 | The Fantasticks           | Luisa Bellamy         |               |
| 1995 | Mr. Holland's Opus        | Rowena Morgan         |               |
| 1998 | Origin of the Species     | Laura                 |               |
| 1999 | A Stranger in the Kingdom | Athena Allen          |               |
| 2001 | Landfall                  | Marguerite Harris     |               |
| 2003 | Little Red Light          | Amanda Meyer          | Corto         |
| 2010 | Locked Away               | Chloe                 |               |
| 2010 | Public Access             | Nancy                 | Corto         |
| 2013 | 1000 to 1                 |                       | Posproducción |
| 2021 | Malignant                 | Serena May "Jane Doe" |               |

### Televisión
| Año       | Título                                    | Personaje                          | Notas                                                                |
| --------- | ----------------------------------------- | ---------------------------------- | -------------------------------------------------------------------- |
| 1994      | Breathing Lessons                         | Daisy                              | Película para TV                                                     |
| 1994      | One More Mountain                         | Mary Graves                        | Película para TV                                                     |
| 1995      | Tad                                       | Julia Taft                         | Película para TV                                                     |
| 1996      | Harvest of Fire                           | Rachel                             | Película para TV                                                     |
| 1996      | Princess Gwenevere y los Jinetes de Jewel | Princesa Gwenevere (voz)           | Papel Principal (10 episodios)                                       |
| 1997      | Homicide: Life on the Street              | Sarah Langdon                      | Episodio: "Kaddish"                                                  |
| 1997      | Stolen Women: Captured Hearts             | Sarah White                        | Película para TV                                                     |
| 1998      | Ruby Bridges                              | Jane Coles                         | Película para TV                                                     |
| 1998      | The Day Lincoln Was Shot                  | Lucy Lambert Hale                  | Película para TV                                                     |
| 1998      | Law & Order                               | Coral Galvin                       | Episodio: "Scrambled"                                                |
| 1998      | Mad About You                             | Diane                              | Episodios: "A Pain in the Neck", "The Buried Fight"                  |
| 1999      | Mad About You                             | Diane                              | Episodio: "The Honeymoon"                                            |
| 1999      | The Cyberstalking                         | Holly Moon                         | Película para TV                                                     |
| 1999      | Cold Feet                                 | Shelley Sullivan                   | Papel Protagónico (8 episodios)                                      |
| 2000-2006 | Yes, Dear                                 | Kim Warner                         | Papel Principal (122 episodios)                                      |
| 2001      | Ally McBeal                               | Lisa                               | Episodio: "The Ex-Files"                                             |
| 2006      | Grey's Anatomy                            | Rose Ward                          | Episodio: "Blues for Sister Someone"                                 |
| 2008      | Ghost Whisperer                           | Jennifer Quinlan / Nora Sutherland | Episodio: "First Do No Harm"                                         |
| 2008      | Eli Stone                                 | Julie Lazer                        | Episodio: "Heal the Pain"                                            |
| 2008      | Gary Unmarried                            | Beth                               | Episodio: "Gary and Allison Brooks"                                  |
| 2009      | Surviving Suburbia                        | Melissa Mann                       | Episodio: "Desperate Housewife"                                      |
| 2009      | The Three Gifts                           | Cherie Green                       | Película para TV                                                     |
| 2010      | The Glades                                | Becky                              | Episodio: "A Perfect Storm"                                          |
| 2010      | Burn Notice                               | Emily                              | Episodio: "Blind Spot"                                               |
| 2010-2013 | Hero Factory                              | Natalie Breez / Operator           | Papel Recurrente (6 episodios)                                       |
| 2011      | Paul the Male Matchmaker                  | Darla                              | Episodios: "Never Give Up on Love", "Fear Can Make Someone Love You" |
| 2011      | CSI: Miami                                | Amy Wells                          | Episodio: "Stoned Cold"                                              |
| 2012      | CSI: Crime Scene Investigation            | Sheila DeMarcus                    | Episodio: "Code Blue Plate Special"                                  |